# Lactarius kalospermus
Lactarius kalospermus é um fungo que pertence ao gênero de cogumelos Lactarius na ordem Russulales. Foi descrito cientificamente pela primeira vez em 1933 por Beeli com o nome de Laccaria kalosperma. Em 1996, a micologista Annemieke Verbeken transferiu o cogumelo para o gênero Lactarius formando assim o nome atual.